# Луций Децидий Сакса
Луций Децидий Сакса (на латински: Lucius Decidius Saxa; † 40 пр.н.е.) е древноримски генерал през 1 век пр.н.е.
Той е роден в Испания, но е от италиански произход. През 49 пр.н.е. се бие на страната на Юлий Цезар в Испания срещу армиите на Помпей. През 44 пр.н.е. става народен трибун и след убийството на диктатора Цезар се сближава с Марк Антоний и се присъединява към него. В началото на 43 пр.н.е. докато Антоний е обсаден в Мутина е подпомаган от Сакса. През 42 пр.н.е. след създаването на Втория триумвират, Сакса заедно с Гай Норбан Флак са назначени от Антоний да водят разузнавателна част от осем легиона в Тракия преди битката при Филипи.
През 41 пр.н.е. Сакса е назначен за губернатор на Сирия от Антоний. Претърпява тежко поражение близо до Антиохия (днешен Антакия), когато Квинт Лабиен води нашествието на Партите в Сирия през 40 пр.н.е. След това Сакса бяга в Киликия, където е заловен и екзекутиран от партите. Легионите му според сведенията търпят тежки загуби и няколко от техните щандарти – орли са пленени, върнати са след кратката война на Рим срещу партите и преговорите на тогавашния римски император Август през 20 пр.н.е. Щандартите са върнати заедно с тези пленени от армията на Марк Лициний Крас през 53 пр.н.е.
Братът на Сакса е негов квестор в Сирия през 40 пр.н.е. и се бие заедно с него срещу партите, но след като войниците дезертират при врага той е принуден да се предаде на Квинт Лабиен.